# Lenore Kandel
Lenore Kandel (Nueva York, 14 de enero de 1932 – San Francisco, 18 de octubre de 2009) fue una poeta estadounidense, vinculada a la Generación Beat y la contracultura hippie.

## Trayectoria
Sus primeros trabajos de poesía fueron los libros cortos o chapbooks An Exquisite Navel, A Passing Dragon y A Passing Dragon Seen Again, publicado en 1959. Muchos de sus poemas también aparecieron en Bate y Beatific II en 1959.
Kandel se mudó de su ciudad natal, Nueva York, a San Francisco en 1960. Allí conoció a Jack Kerouac, quién más tarde la inmortalizó como Romana Swartz, "un monstruo rumano de gran belleza" en su novel Big Sur (1962). En la novela, Kandel fue descrita como la novia de Dave Wain, basado a su vez en Lew Welch. El personaje de Dave describe cómo ella paseó alrededor de la "Zen-East House" vistiendo únicamente ropa interior morada. Kerouac la describió como "inteligente, lectora, escritora de poesía, estudiante de la filosofía zen, ella sabe todo [...]" (Big Sur, p. 75).
Kandel fue muy conocida durante un período de tiempo como la autora de un libro corto de poesía, The Love Book. Un pequeño libro compuesto de cuatro poemas. Este trabajo fue censurado por su provocador poema To Fuck with Love. La policía confiscó su obra tras allanar las librerías City Lights Books y The Psychedelic Shop en 1966, por considerar que su trabajo violaba los códigos de obscenidad del estado. Tras este incidente, Kandel obtuvo un status de celebridad. Ella defendió su poesía como "erótica sagrada." En 1967, después de que un jurado declarase el libro como obsceno y carente de redención social, las ventas aumentaron. Kandel se lo agradeció a la policía donando un porcentaje de los beneficios a la Asociación de Policías Jubilados. La decisión del jurado fue desestimada tras una apelación y el libro continuó con ventas elevadas.
Junto con Allen Ginsberg, Timothy Leary, Michael McClure y otros, Kandel fue conferenciante en el Human Be-In, en el parque urbano Golden Gate Park el 14 de enero de 1967. Siendo la única mujer que habló desde el escenario, Kandel leyó de manera desafiante The Love Book. Ese día, además, era su 35 cumpleaños y "la multitud de 20.000 o 30.000 personas le cantó Cumpleaños Feliz" según el propio McClure declaró más tarde.
Kandel publicó en 1967 World Alchemy, su único libro en formato largo. Fue también una de las 15 personas entrevistadas en Voices from the Love Generation (Little, Brown and Company, 1968). En 1976, Kandel recitó un poema en el icónico concierto El Último Vals interpretado por The Band (pero no fue incluido ni en la película ni en la banda sonora).
En 1970, sufrió un accidente de motocicleta con su entonces esposo Billy Fritsch (poeta y miembro de Los Ángeles del Infierno) en el que sufrió múltiples lesiones medulares. A pesar de tener que soportar un dolor insoportable durante el resto de su vida a partir de ese suceso, continuó escribiendo y manteniendo sus vida social. Kandel murió en su casa el 18 de octubre de 2009, tras complicarse el cáncer de pulmón que le diagnosticaron varias semanas antes. En 2012, su libro póstumo Collected Poems of Lenore Kandel fue publicado. Contiene más de 80 poemas, muchos de ellos inéditos.

## Apariciones en cine y música
Kandel aparece en la película Nowsreal del movimiento The Diggers (1968), cosiendo un parche de Los Ángeles del Infierno en la chaqueta de William Fritsch. También aparece en Invocation of My Demon Brother de Kenneth Anger (1969), con William Fritsch, fumando un cigarrillo de marihuana contenido en un cráneo en miniatura. En 2013, en la película Big Sur, Kandel es interpretada por Stana Katic.

## Obra
Por Lenore Kandel
- Lenore Kandel, Collected Poems of Lenore Kandel, North Atlantic Books, 2012, ISBN 1583943722, ISBN 978-1583943724
- Edición limitada de The Love Book publicada por Joe Pachinko en 2003, ISBN 0-9665313-1-0
- Lenore Kandel, World Alchemy, Grove Press, Evergreen trade paperback, 1967, ISBN 1-299-22275-7
- Lenore Kandel, The Love Book, Stolen Paper Review, San Francisco, 1966, paperbound, 8 páginas
- Lenore Kandel, A Passing Dragon Seen Again, Three Penny Press, Studio City, 1959.
- Lenore Kandel, An Exquisite Navel, Three Penny Press, Studio City, 1959.
- Lenore Kandel, A Passing Dragon, Three Penny Press, Studio City, 1959.

Antologías sobre la obra de Kandel
- Brenda Knight, Women of the Beat Generation (Conari Press, 1996) contiene un retrato biográfico de Kandel, así como tres de sus poemas
- Richard Peabody (ed.), A Different Beat: Writings by Women of the Beat Generation (Serpents Tail, 1997), p. 100–103
- Carole Tonkinson (ed.), Big Sky Mind: Buddhism and the Beat Generation (Riverhead Books, 1995), p. 260–272.
- Anne Waldman (ed.), The Beat Book: Writings from the Beat Generation (Shambhala, 2007)
- Carmela Ciuraru (ed.), Beat Poets (Everyman's Library, 2002)
- David Steinberg (ed.), The Erotic Impulse (Tarcher, 1992) contiene "Seven of Velvet," no disponible en otras colecciones.
- Alan Kaufman and S.A. Griffin (ed.), The Outlaw Bible of American Poetry (Basic Books, 1999)
- Jenny Skerl (ed.), Reconstructing the Beats (Palgrave Macmillan, 2004), Ronna C. Johnson, capítulo 6, contiene un ensayo sobre Kandel y una selección de sus poemas.
- Leonard Wolf (ed.), en colaboración con Deborah Wolf, Voices from the Love Generation (Little, Brown and Company, 1968) tapa dura, 283 páginas, entrevistas hechas en Haight-Ashbury